# Лошка-Долина
Лошка-Долина (словен. Loška dolina) — община в юго-западной части Словении, в исторической области Внутренняя Крайна и соответствующем ей статистическом регионе Нотраньска-Крашка. По данным переписи 2002 года население всей общины было 3 640 человек.

## Достопримечательности
- Шнееберг ― каменный средневековый замок.
- Крижна-Яма
- Замок Лож
- Снежник ― высокогорное плато.

## Известные уроженцы
- Матия Шкербец — священник, политический деятель и писатель
- Грегор Жеряв — адвокат и либеральный политик